# Elefanten-Boy (Film)
Elefanten-Boy ist ein britischer Abenteuerfilm aus dem Jahr 1937, der auf der Erzählung Toomai von den Elefanten aus dem Dschungelbuch von Rudyard Kipling beruht. Regie führten Robert J. Flaherty und Zoltan Korda. Premiere war in Deutschland am 5. Juli 1937, erneut in der Bundesrepublik 1949, in der DDR 1959.

## Handlung
Der kleine Toomai lebt mit seinem gleichnamigen Vater, Mahut in dritter Generation, und dessen Elefant Kala Nag („Schwarze Schlange“, nach dem Berg Kalanag) im Fürstentum Mysore. Einem Aufruf des Elefantenfängers Petersen folgend, der vierzig Mahuts für eine Expedition rekrutieren möchte, bewerben sie sich in Melkote und werden eingestellt. Auch der kleine Toomai darf mit; er betet (in Shravanabelagola) für einen guten Ausgang.
Doch die Suche nach Elefanten im Dschungel von Karapur bleibt sechs Wochen lang erfolglos. Der Ober-Mahut Machua Appa bringt Petersen dazu, trotzdem noch nicht aufzugeben; bereits zuvor hatte er von dem Gerücht erzählt, dass die Elefanten sich weiter nördlich sammelten. – Auch der kleine Toomai möchte Mahut werden, doch man sagt ihm, das könne er erst, wenn er die Elefanten tanzen gesehen habe – was bisher niemandem gelungen ist.
Bei Petersens Jagd auf einen Tiger kommt Toomais Vater durch eigene Unachtsamkeit ums Leben. Nach der Feuerbestattung wird Kala Nag dem Mahut Rham Lahl zugesprochen. Doch kann Kala Nag den Tod seines bisherigen Mahuts nicht verwinden, reißt sich los, verletzt Rham Lahl und verwüstet das Camp, bis Toomai ihn beruhigt. Rham Lahl verlangt, dass Kala Nag getötet wird. Petersen kann ihn davon abbringen, doch bevor Toomai davon erfährt, flieht er mit Kala Nag in den Dschungel. Hier versammeln sich Hunderte von Elefanten zum Tanz, den Toomai von Kala Nags Rücken aus beobachtet. So kann, als Petersens Trupp Toomai findet, die Jagd doch noch zu einem erfolgreichen Abschluss gebracht werden, und der kleine Toomai, der nun wie sein Großvater „Toomai von den Elefanten“ genannt wird, beginnt unter Anleitung von Machua Appa seine Ausbildung zum Mahut.

## Synchronisation
Der Film wurde zweimal synchronisiert. Die erste Synchronfassung entstand bei der Tobis-Melofilm in Berlin. Die Aufnahmen fanden im Tobis-Atelier in Berlin-Johannisthal statt. Isolde Lange-Frohloff schrieb das Dialogbuch und F. W. Schröder-Schrom führte Regie. Die zweite Synchronfassung entstand nach einem Dialogbuch von Ingo Hermes und unter der Dialogregie von Hans Harloff.
| Rolle       | Darsteller     | Synchronsprecher (1937) | Synchronsprecher (1959) |
| ----------- | -------------- | ----------------------- | ----------------------- |
| Toomai      | Sabu           | Klaus Fanselau          | Heinz Kühsel            |
| Vater       | W. E. Holloway | Herbert Gernot          | Walter Klam             |
| Petersen    | Walter Hudd    | Fritz Ley               | Rolf Mamero             |
| Machua Appa | Allan Jeayes   | Wolf Trutz              | Walter Grüters          |
| Rham Lahl   | Bruce Gordon   | Paul Walther            | Friedrich Schütter      |

## Weitere Einzelheiten
- Petersens Aufruf wird im Amtsblatt ಮೈಸೂರು ಗೆಜೆಟ್ (Schreibung?) = Mysore Gazette abgedruckt.

## Kritiken
Voll des Lobes zeigt sich der Evangelische Film-Beobachter: „Geschickt wird in diesem Werk eines der größten Meister des Dokumentarfilms die Ursprünglichkeit der Tiere gewahrt. Kindern und Erwachsenen zu empfehlen.“ Zu einer ähnlichen Einschätzung gelangt auch das Lexikon des internationalen Films: „Die Außenaufnahmen, von Flaherty in dokumentarischem Stil an Originalschauplätzen gedreht, sind noch immer eindrucksvoll.“